# Iglesia de Santiago Apóstol (Villamorón)
La iglesia de Santiago Apóstol es un templo de estilo románico con transición gótico situado en la localidad de Villamorón, perteneciente al ayuntamiento de Villegas, al oeste de la provincia de Burgos.

## Ubicación
Se encuentra situada en el casco urbano de la localidad de Villamorón, cercana al casco urbano de Villegas.

## Descripción
Se trata de una iglesia gótica de tres naves, la central mucho más elevada que las laterales, que concluyen todas en testeros planos. Los pilares son cilíndricos, rodeados de ocho o de doce columnas, según los casos, donde se percibe la influencia de la catedral de Burgos. 

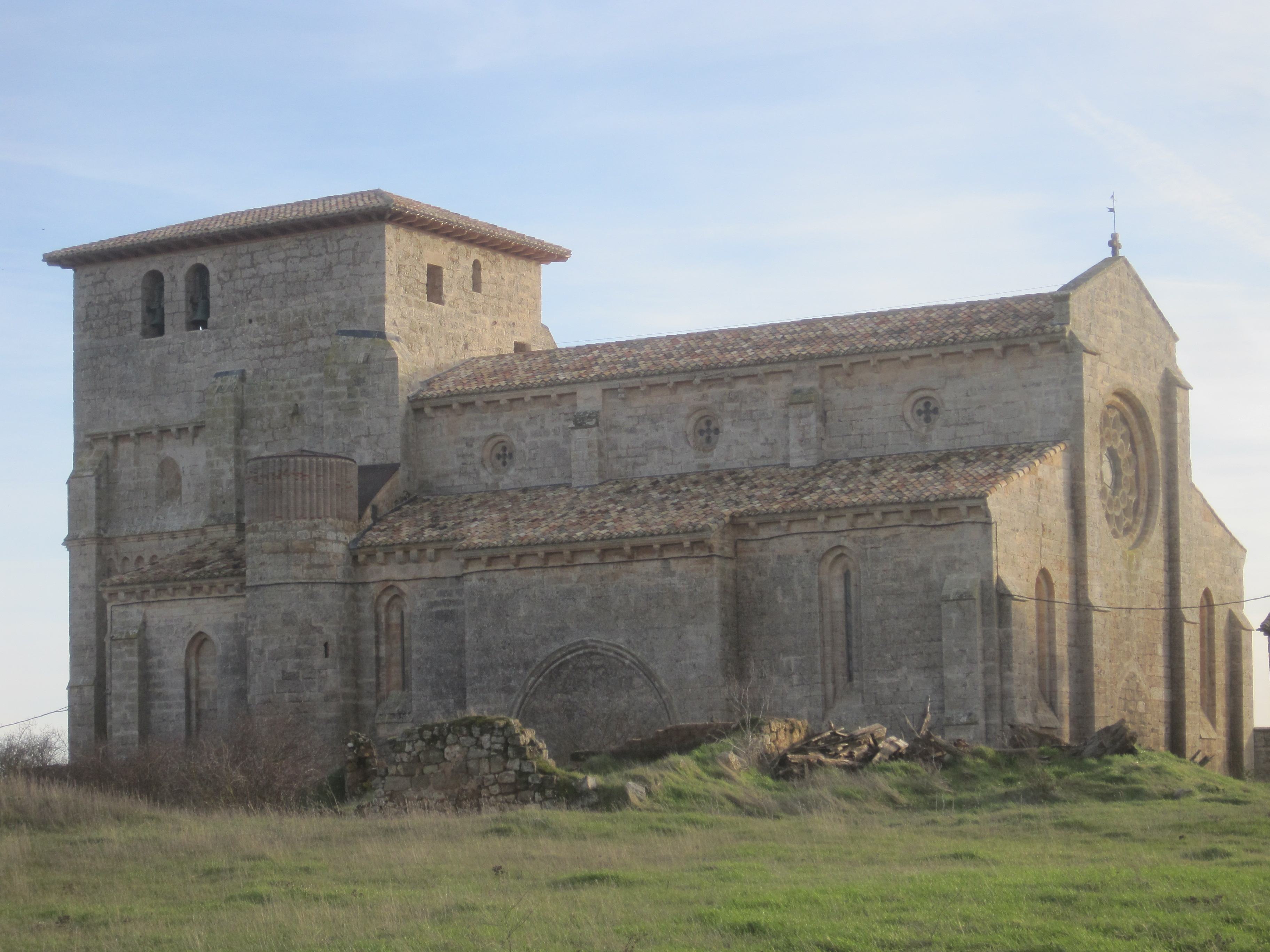
Vista lateral de la iglesia

Se construyó a mediados del siglo XIII (es difícil precisar la fecha con exactitud, aunque algunos autores la consideran obra de los tiempos de Fernando III y prototipo de la arquitectura religiosa que se construyó en la Andalucía recién conquistada por este rey). Fernando Chueca Goitia considera esta obra contemporánea a la de las iglesias de Villamuriel de Cerrato y Villalcázar de Sirga y, como ellas, de extraordinaria calidad.

### Exterior

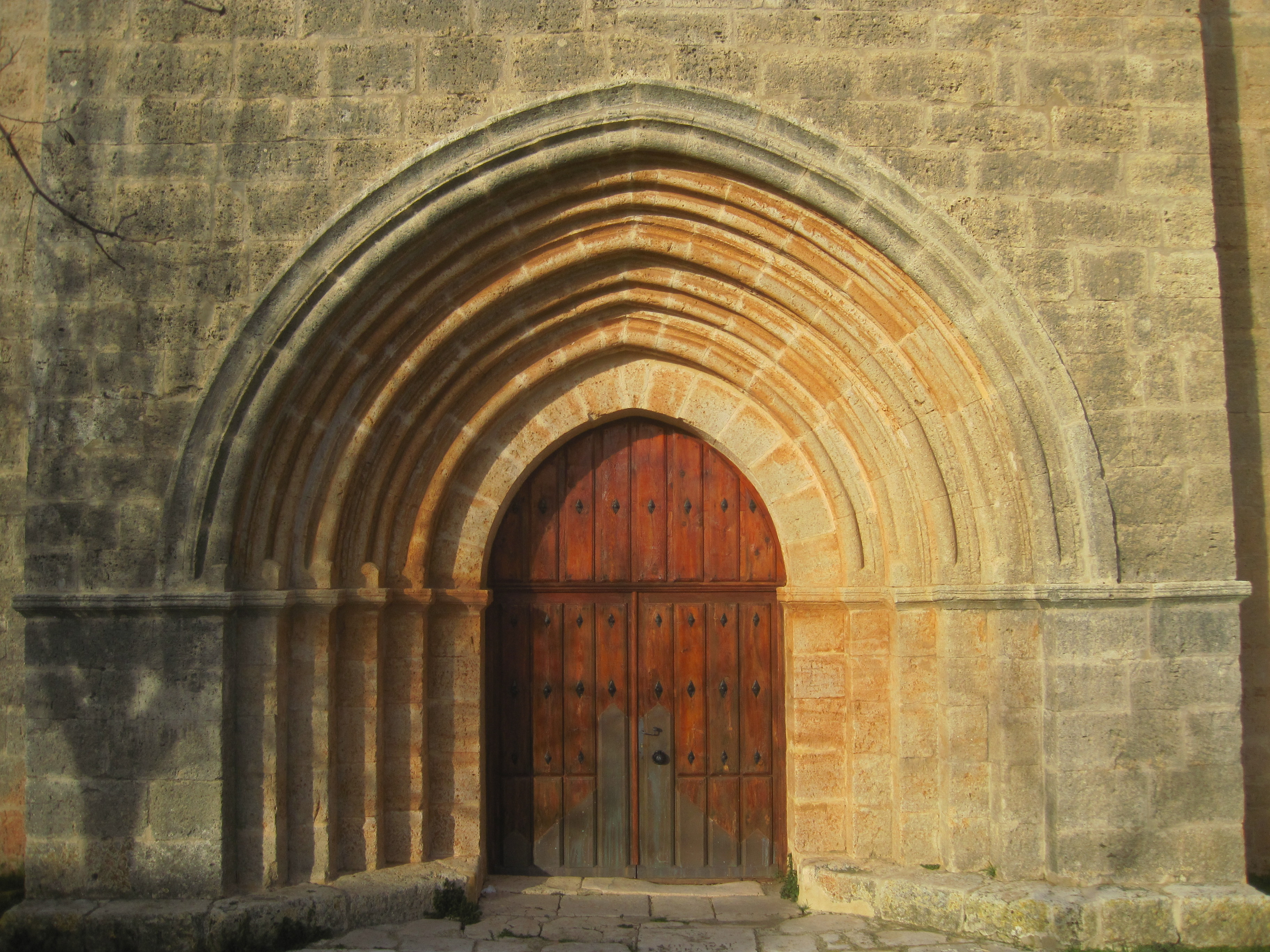
Portada románica con transición al gótico

Sus muros están formados por sillares de piedra caliza y posee bóvedas de crucería que recuerdan a las del monasterio de Las Huelgas de Burgos. Bóvedas y muros están revocados, en algún caso con viva policromía, especialmente algunos capiteles. La pureza de su estilo fue alabada por el arquitecto Vicente Lampérez y está considerada como uno de los mejores ejemplos del primer gótico en la provincia de Burgos (junto con las iglesias parroquiales de Grijalba y Sasamón). Actualmente la iglesia se encuentra sin culto y su estado amenaza ruina, con grietas en sus muros (especialmente la fachada occidental).
Detalles

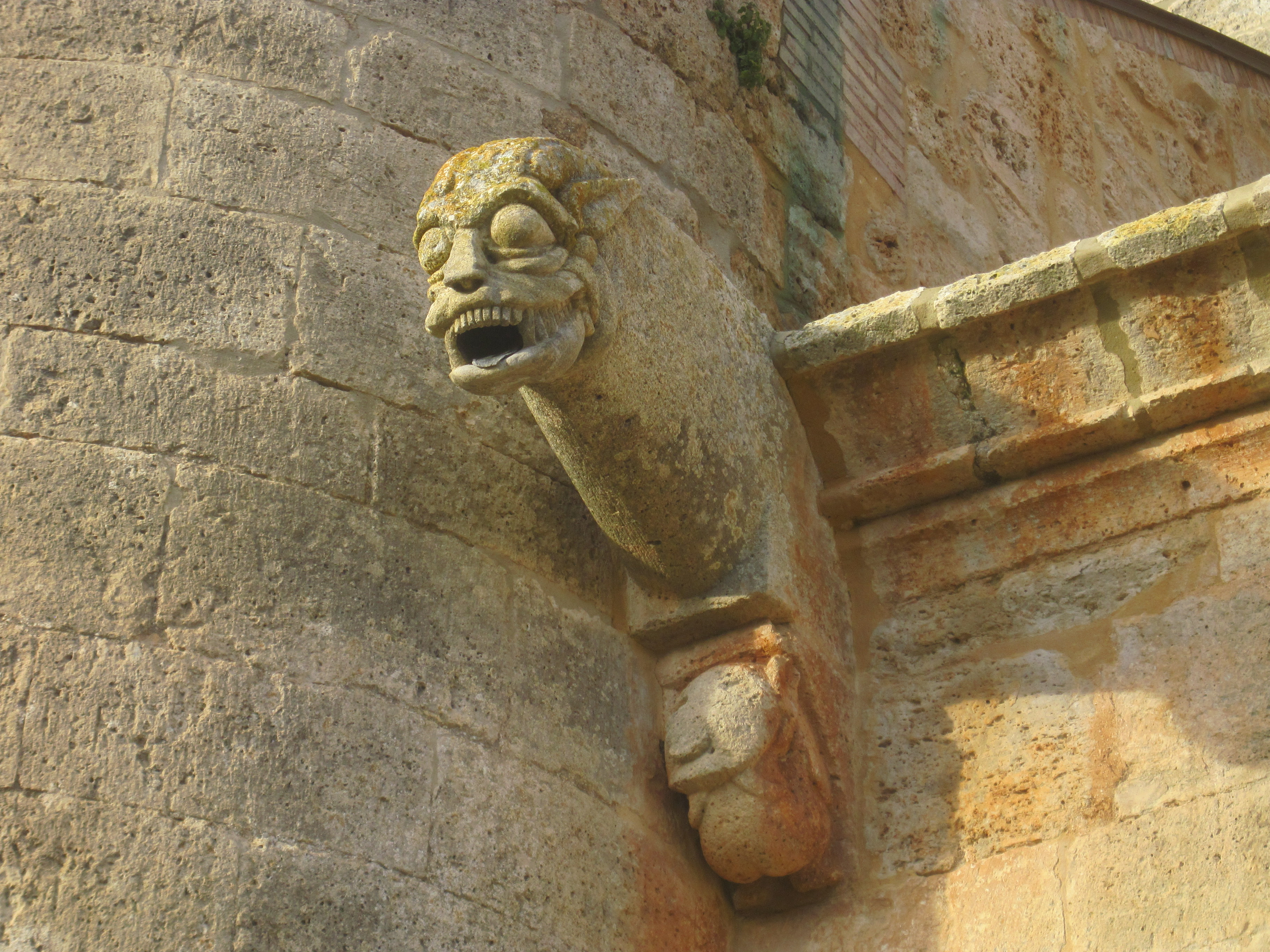
Una de las gárgolas de la iglesia de Villamorón

A pesar de que el exterior es sobrio, destacan algunos elementos ya propios del gótico, como las gárgolas.

### Interior
Dos de las obras más importantes del Museo del Retablo de Burgos proceden de esta iglesia de Villamorón: un cristo gótico de tamaño natural y uno de los retablos laterales, dedicado a San Joaquín y Santa Ana (primer tercio del siglo XVI).

## Culto
Actualmente, no existe culto en su interior.